# Sredneural'sk
Sredneural'sk è una città della Russia siberiana estremo occidentale (Oblast' di Sverdlovsk); dal punto di vista amministrativo, è capoluogo dell'omonimo circondario urbano (Среднеуральск (ородской округ) e assieme al circondario urbano di Verchnjaja Pyšma dipendono direttamente dalla città (gorod) di Verchnjaja Pyšma.
Si trova 15 km a nord-ovest del centro di Ekaterinburg e 5 km a ovest di Verchnjaja Pyšma, sulle rive del lago Iset', sul versante orientale degli Urali centrali.

## Società

### Evoluzione demografica
Fonte: mojgorod.ru
- 1939: 8.800
- 1959: 13.100
- 1979: 17.600
- 1989: 18.800
- 2007: 19.800
- 2023: 23.600